# Fábrica Brasileira de Motos
Fábrica Brasileira de Motos (também conhecida como Fábrica Brasileira de Motocicletas) ou simplesmente FBM foi uma fabricante brasileira de motocicletas, sediada em Cachoeirinha, no Rio Grande do Sul.  

## História[1]
A FBM foi fundada em 1973 na cidade de Canoas, no Rio Grande do Sul, pelos empresários uruguaios Angel Jacobo Falkas Guelman e Armando Hugo Secco, migrando pouco tempo depois para o Distrito Industrial de Cachoeirinha. Iniciou em um pequeno galpão fabricando motos simples off-road e ciclomotores em parceria com a argentina Zanella, que por sua vez possuía motorização de baixa cilindrada 2 tempos, com tecnologia italiana licenciada Minarelli.
Em 1979, obteve um destaque maior ao lançar dois modelos: uma off-road, chamada FBM 125 Rallye, sendo a primeira moto fabricada nacionalmente para o enduro, e uma street, a FBM 125, ambas com motorização Zanella/Minarelli e suspensão da uruguaia Cibana. No começo dos anos 80, lançou mais dois modelos similares aos primeiros e o modelo Kapra, nas versões 125 e 200 cc.
Em 1983, devido a alta concorrência das japonesas Honda e Yamaha no mercado de baixa cilindrada, decide descontinuar os modelos de 125 cc e busca parcerias para fabricação de motos de cilindrada mais alta. Tentaram sem sucesso parcerias tecnológicas com a Benelli e a Kawasaki.
Em Fevereiro de 1984, firma parceria tecnológica e operacional com a MZ (Motorradwerke Zschopau) e a IFA (Industrieverband Fahrzeugbau), da então Alemanha Oriental, para a produção de motos das marcas MZ e Simson. A parceria levou a produção de uma moto street de 250cc com tecnologia das extintas motocicletas DKW. Surgiu dessa parceria a MZ 250 RS, derivada da ETZ 250 RS. A MZ 250 RS se tornou na época um sucesso comercial, devido ao baixo preço (custava o mesmo preço de uma Agrale SXT 125cc), a falta de modelos 250cc no mercado e de ser uma moto simples focada na durabilidade e pouca manutenção ao invés da performance. Possuía tecnologia e design ultrapassados, porém com modificações em fibra de vidro, diferenciando da versão alemã-oriental, motor de 250 cilindradas 2 tempos, refrigerada a ar, com pedal de partida do lado esquerdo e apenas 21 cv de potência. Boa parte das peças eram nacionalizadas. Mesmo com o apelo mais esportivo, a marca teve pouca penetração, devido a comparação com as japonesas similares.
Em 1986, a FBM altera seu nome social para MZ Simson do Brasil e lança uma versão mais atualizada da 250: a MZ 250 RSJ, com pequenas modificações estéticas. Foram fabricadas 11.840 unidades entre março de 1984 e 1987, sendo muitas delas hoje disputadas por colecionadores.
Havia a ideia de produção de novos modelos da MZ no país, incluindo 50cc e 500cc, porém, devido a instabilidade econômica no Brasil, dificuldades financeiras de ambas empresas e falhas no acordo entre a matriz e subsidiária nacional, a MZ Simson faliu em 30 de setembro de 1987.
A MZ alemã entrou em crise financeira pós-reunificação e em 1996 foi comprada por um grupo da Malásia. Depois de diversas tentativas, fechou definitivamente as portas em 2009.

## Modelos produzidos
- FBM 125 Passeio
- FBM 125 Rallye
- MR 125 Rallye
- 200 Rallye
- Kapra 125 TR
- Kapra 200 TRS
- MZ 250RS
- MZ 250RSJ